# ヴィース研究所
ヴィース研究所（Wyss Institute、正式名称: Wyss Institute for Biologically Inspired Engineering）は、ハーバード大学の研究所。
健康管理（ヘルスケア）の観点から、生体工学、医学、保健学、ロボット工学、エネルギー科学などの学際的研究が行われている。
スイス人実業家のハンスユルグ・ヴィース（Hansjörg Wyss）の寄付金を資本として設立された。